# Contemporanul meu
Contemporanul meu este un film românesc din 1962 regizat de Pavel Constantinescu.